# Гаттіко
Гаттіко, Ґаттіко (італ. Gattico, п'єм. Gàtich) — муніципалітет в Італії, у регіоні П'ємонт,  провінція Новара.
Гаттіко розташоване на відстані близько 540 км на північний захід від Рима, 100 км на північний схід від Турина, 31 км на північ від Новари.
Населення — 3371 особа (2014).
Щорічний фестиваль відбувається 26 вересня. Покровитель — SS. Cosma e Damiano.

## Демографія
Населення за роками:

Станом на 31 грудня 2014 року в муніципалітеті офіційно проживало 190 іноземців з 31 країни, серед них 50 громадян країн Євросоюзу та 36 громадян України.

## Сусідні муніципалітети
- Боргоманеро
- Коміньяго
- Інворіо
- Оледжо-Кастелло
- Паруццаро
- Веруно